# Peter-Michael Hahn
Pour les articles homonymes, voir Hahn.
Peter-Michael Hahn (né le 17 février 1951 à Mönchengladbach) est un historien allemand qui s'intéresse particulièrement à l'histoire prussienne. De 1992 à 2016, il occupe la chaire d'histoire régionale à l'Université de Potsdam.

## Biographie
Peter-Michael Hahn étudie l'histoire et l'économie à Düsseldorf et Berlin de 1970 à 1974. De 1975 à 1980, il est assistant de recherche de Gerd Heinrich au Département d'études régionales historiques de l'Université de l'éducation de Berlin (de). De 1980 à 1983, Hahn travaille comme assistant de recherche à l'Université libre de Berlin. En 1977, il obtient son doctorat à Düsseldorf avec un article édité par Klaus Müller (de) sur la noblesse brandebourgeoise au XVIe siècle. De 1983 à 1989, Hahn est assistant universitaire pour les études régionales historiques à l'Université libre de Berlin. En 1986, il complète son habilitation par une thèse sur la pénétration seigneuriale de l'espace rural entre l'Elbe et l'Aller de 1300 à 1700. De 1989 à 1990, il a été maître-assistant en histoire du début de l'époque moderne à l'Université libre de Berlin. Hahn enseigne de 1992 à 2016 en tant que professeur d'histoire d'État avec un accent sur le Brandebourg-Prusse à l'Université de Potsdam. Sa chaire est rebaptisée Chaire d'histoire générale du début de la période moderne lorsque Matthias Asche (de) occupe le poste.
La recherche et l'enseignement portent sur le problème de la culture et des symboles de cour dans le cercle de Haute-Saxe (petits États de Brandebourg, Saxe, Thuringe et Anhalt), en particulier aux XVIIe et XVIIIe siècles. La langue des signes de la cour et le symbolisme dans le domaine de la culture matérielle et de l'architecture ainsi que - en général - le développement d'un paysage résidentiel sont pris en compte. En outre, les conditions politiques et sociales dans le Brandebourg-Prusse présentent un intérêt particulier. En 2009, il publie un bref récit de l'histoire de la Marche de Brandebourg depuis ses débuts jusqu'à l'état actuel. Ce faisant, il veut souligner « la contribution des collectivités territoriales à la formation des associations territoriales de pouvoir » et ainsi présenter « la spécificité régionale » et « les fondements de l'identité territoriale ». Il publie une courte monographie sur Frédéric II de Prusse en 2012. Avec sa présentation, il veut combiner "en trois étapes les connaissances biographiques et la réception de Friedrich sous divers aspects" afin de "concevoir une image aussi complexe que possible du règne de ce roi inhabituel".
Hahn est activement impliqué dans le groupe de travail de Rudolstadt sur la culture des résidences, dont il est le président fondateur.

## Publications
monographies
- Struktur und Funktion des brandenburgischen Adels im 16.Jahrhundert (= Historische und pädagogische Studien. Bd. 9). Colloquium-Verlag, Berlin 1979,  (ISBN 3-7678-0473-5) (Zugleich: Düsseldorf, Universität, Dissertation, 1977).
- Fürstliche Territorialhoheit und lokale Adelsgewalt. Die herrschaftliche Durchdringung des ländlichen Raumes zwischen Elbe und Aller 1300–1700 (= Veröffentlichungen der Historischen Kommission zu Berlin. Bd. 72). De Gruyter, Berlin u. a. 1989,  (ISBN 3-11-012118-2) (Zugleich: Berlin, Freie Universität, Habilitations-Schrift, 1986).
- Die Gerichtspraxis der altständischen Gesellschaft im Zeitalter des „Absolutismus“. Die Gutachtertätigkeit der Helmstedter Juristenfakultät für die brandenburgisch-preußischen Territorien 1675–1710 (= Schriften zur Rechtsgeschichte. H. 44). Duncker u. Humblot, Berlin 1989,  (ISBN 3-428-06585-9).
- Kriegswirren und Amtsgeschäfte. Ferne adlige Lebenswelten um die Mitte des 17. Jahrhunderts im Spiegelbild persönlicher Aufzeichnungen (= Quellen und Studien zur Geschichte und Kultur Brandenburg-Preußens und des Alten Reiches. Bd. 4). Verlag für Berlin-Brandenburg, Potsdam 1996,  (ISBN 3-930850-37-0).
- mit Udo Geiseler: Einhundert Jahre im Dienst der Wirtschaft. Die Industrie- und Handelskammer Potsdam von 1898–1998. Industrie- und Handelskammer, Potsdam 1998.
- Geschichte Potsdams. Von den Anfängen bis zur Gegenwart. Beck, München 2003,  (ISBN 3-406-50351-9).
- Friedrich der Grosse und die deutsche Nation. Geschichte als politisches Argument. Kohlhammer, Stuttgart 2007,  (ISBN 978-3-17-017952-3).
- Geschichte Brandenburgs. Beck, München 2009,  (ISBN 978-3-406-58350-6).
- Friedrich II. von Preußen. Feldherr, Autokrat und Selbstdarsteller (= Kohlhammer Urban Taschenbücher, Bd. 658). Kohlhammer, Stuttgart 2013,  (ISBN 978-3-17-021360-9).

rédactions
- mit Ulrich Schütte: Zeichen und Raum. Ausstattung und höfisches Zeremoniell in den deutschen Schlössern der Frühen Neuzeit (= Rudolstädter Forschungen zur Residenzkultur. Bd. 3). Deutscher Kunstverlag, München u. a. 2006,  (ISBN 3-422-06403-6).
- mit Hellmut Lorenz: Herrenhäuser in Brandenburg und der Niederlausitz. Kommentierte Neuausgabe des Ansichtenwerks von Alexander Duncker (1857–1883). 2 Bände. Nicolai, Berlin 2000,  (ISBN 3-87584-024-0).
- mit Hellmut Lorenz: Pracht und Herrlichkeit. Adlig-fürstliche Lebenswelten im 17. und 18. Jahrhundert (= Quellen und Studien zur Geschichte und Kultur Brandenburg-Preußens und des Alten Reiches. Bd. 5). Verlag für Berlin-Brandenburg, Potsdam 1998,  (ISBN 3-932981-06-5).
- mit Hellmut Lorenz: Formen der Visualisierung von Herrschaft. Studien zu Adel, Fürst und Schloßbau vom 16. bis zum 18. Jahrhundert (= Quellen und Studien zur Geschichte und Kultur Brandenburg-Preußens und des Alten Reiches. Bd. 6). Verlag für Berlin-Brandenburg, Potsdam 1998,  (ISBN 3-932981-42-1).
- mit Hellmut Lorenz: Studien zur barocken Baukultur in Berlin-Brandenburg (= Quellen und Studien zur Geschichte und Kultur Brandenburg-Preußens und des Alten Reiches. Bd. 3). Verlag für Berlin-Brandenburg, Potsdam 1996,  (ISBN 3-930850-24-9).
- mit Kristina Hübener und Julius H. Schoeps: Potsdam. Märkische Kleinstadt – europäische Residenz. Reminiszenzen einer eintausendjährigen Geschichte (= Potsdamer historische Studien. Bd. 1). Akademie-Verlag, Berlin 1995,  (ISBN 3-05-002672-3).